# Jannik Kohlbacher
Jannik Kohlbacher (født 19. juli 1995 i Bensheim, Tyskland) er en tysk håndboldspiller, som spiller i Rhein-Neckar Löwen og på Tysklands herrehåndboldlandshold.
Han var en del af det tyske landshold, der vandt EM i håndbold 2016 i Polen. Han deltog under EM i håndbold 2020 i Sverige/Østrig/Norge og ved EM i håndbold 2024 på hjemmebane. Ved olympiaden i 2024 var han med til at vinde sølvmedaljer med det tyske landshold, hvor de tabte til Danmark i finalen.